# Ӻ
Ӻӻ は、キリル文字のひとつ。
Гにストロークとフックを付けたものであり、ニブフ語で用いられる。

## 呼称
- ニヴフ語：不明

## 音素
/ʁ/を表す。